# Wild Kids
Wild Kids är en dokusåpa för barn producerad av Jarowskij. Programmet hade premiär 19 mars 2005 och sändes 2005 till 2019 på SVT och från 2020 på TV4.
Programmet har, oftast med säsongsstart i januari, sänts i 13 säsonger: 2005, 2007, 2009, 2010 och årligen sedan 2012. I de fyra första säsongerna var Ola Lindholm programledare innan Rickard Olsson tog över 2012. 2019 var Carolina Klüft programledare. Sedan TV4 tog över programmet är Linda Lindorff programledare och avsnitten läggs upp på C Mores streamingtjänst och senare även TV4 Play, istället för att sändas på TV. Programmet har vunnit en rad utmärkelser i olika kategorier. Programmet har spelats in på olika platser genom säsongerna. Gemensamt för alla inspelningsplatser är att de är belägna i naturen, ofta i en skog, vid en sjö i närheten av en djurpark. Inför varje säsong söker 8 000 barn till programmet.
Programmet består av barn som initialt delas in i två lag, Björnarna och Lejonen, och senare eventuellt ett tredje lag, Vargarna, (Örnarna 2023) som tävlar om att vinna priser och den slutgiltiga resan till något ställe där man får se sällsynta djur.
Programidén har även sålts till Polen, där nationella TVP1 har sänt ”Łowcy Przygód” sedan september 2006. Polska versionen är inspelad på samma platser i Sverige.
Den 6 september 2023 meddelade Lindorff att programmet tar en paus 2024.

## Program och produktion
Barn i åldrarna 10-13 är uppdelade i två lag, Björnarna och Lejonen (2013 slogs de ihop till Lejonbjörnarna och ställdes mot Vargarna som bestod av deltagare som åkt ut ur tävlingen) som lever tillsammans i skogen utan föräldrar och telefoner. Genom olika tävlingar vinner man lagmedlemmar eller andra priser inför finalen med en resa till en djursafari som pris.

### Moment
Uttagningen är en individuell tävling och den inledande tävlingen i programmet. Varje individ ska klara en fysisk utmaning för att sedan ställa sig på en ledig plats i hopp om att få en lagtillhörighet. Klarar man inte utmaningen i tid blir man automatiskt laglös. På plattformen finns tre platser för att bli lejon och tre platser för att bli björn. De som har turen att ställa sig på någon sådan plats får lagtillhörighet; resten blir laglösa. Detta moment har bara funnits under TV4:s säsonger; tidigare säsonger har barnen som anlänt från början varit indelade i björnar och lejon från start.
Inkräktarna är tre personer som vill sno de laglösas flagga. Lyckas de med uppgiften innan samtliga laglösa fått en lagtillhörighet bildar de laget Vargarna tillsammans med de kvarvarande laglösa och får välja läger. Då blir det dessutom en semifinal där det ena laget slås ut inför finalen.
I eldkamper (tidigare känt som prisjakter) tävlar lagen om olika priser, återkommande priser är ett hus av sötsaker, ett disco och inbjudna artister eller andra kända svenska personer. En seger i en eldkamp kan ge en fördel i lagkampen. Mot slutet av säsongen brukar det vinnande laget vinna ledtrådar eller fördelar till slutkampen. Laget som vinner discot brukar alltid bjuda in de andra lagen att vara med på discot, som innehåller någon uppträdande känd svensk artist. Laget som kommer sist i en eldkamp måste utföra safaritjänst.
I lagkamper (tidigare känt som kompiskamper) tävlar lagen om nya lagmedlemmar, ju fler lagmedlemmar desto större fördel i slutkampen. Man kan dessutom vinna fördelar till en eventuell semifinal. I lagkampen deltar de två bästa lagen från den senaste eldkampen. Säsongen börjar med tre medlemmar i varje lag och vid slutkampen är man upp till sex deltagare i lagen. I vissa säsonger har man istället förlorat lagmedlemmar i kompiskampen. Då skulle det förlorande laget  genom en utslagstävling inom laget "slå ut" en medlem som flyttar till ett tredje, för de övriga deltagarna okänt, lag kallat Vargarna. Sedan TV4 tagit över programmet har en "fritagning" införts där det vinnande laget måste skicka två personer som ska klara ett antal uppgifter inom 5 minuter för att få den eller de nya personerna.
Safaritjänster är straff som utförs av laget som förlorar en eldkamp. Lagmedlemmarna måste gå upp tidigt för att i den närliggande djurparken utföra en arbetsuppgift tillsammans med djurparkspersonal. Vanliga uppgifter är att mocka bajs, tvätta djurområden eller mata djuren. Safaritjänsten genomförs utanför djurparkens öppettider. Det har hänt en gång att ett lag som inte förlorade eldkampen frivilligt valt att ta safaritjänsten åt det förlorande laget.
Finalen (tidigare känt som slutkampen) är den sista och avgörande tävlingen. Laget som vinner slutkampen får resa och se sällsynta djur. Slutkampen börjar med att deltagarna sätter sig i stolar på ställningar över vatten och får svara på frågor för att undvika att behöva hänga på stången ovanför för att vara kvar i tävlingen. Lagen turas om att svara på frågor, förutsatt att båda lagen har sittande deltagare kvar. Svarar man fel på en fråga drar programledaren i en spak och fäller en av lagets deltagares stolar och den deltagaren tvingas hänga sig kvar på stången ovanför. Slumpen avgör vilken stol som fälls. Ett av lagen har inför tävlingen en extrastol som inte upptas av någon deltagare och kan fällas. Sista laget att fortfarande ha en deltagare sittande eller hängande vinner. Under SVT:s säsonger hade frågorna omvänd funktion: att fälla motståndarlagets stolar. Detta innebar att ett lag fick frågor bara om motståndarlaget fortfarande hade sittande deltagare kvar.
Resan får man se i det sista avsnittet av säsongen. Det vinnande laget får åka på safari och upptäcka sällsynta djur. Man skänker även pengar till utsatta djur i området. Säsongen 2010 fick båda lagen åka till Afrika där man höll slutkampen.[källa behövs] Fram till och med säsongen 2020 var slutpriset en resa till Afrika. Säsongen 2021 var slutpriset ändrat till en vintersafari i Lapplandsfjällen. Under TV4:s år har man skänkt 10 000 kr till en utsatt djurgrupp i området vid varje resa.

### Boende
Under säsongen bor lagen i enkla boningar, oftast stugor, i skogarna runtom djurparken. I Kolmården låg stugorna vid sjön Strupen. I Furuvik bodde lagen i gamla militärbunkrar på en ö. Stugorna i Orsa är belägna vid Orsasjön på Orsa Grönklitts mark.
Stugorna vid Kolmårdens djurpark vandaliserades 2016 men byggdes upp till en kostnad av 400 000 kronor för att 2017 brinna ner.

### Förhållande tillExpedition Robinson
Programmet har kallats för en barnversion av Expedition Robinson, men har flera viktiga skillnader. Programmet utspelar sig i en skog nära en djurpark i Sverige istället för på en öde ö utanför Europa. Barnen får kontinuerlig näring genom hela programserien. Dessutom åker ingen ut ur tävlingen; i kompiskamperna tävlar man om att få en ny (okänd) lagmedlem.

## Tittarnas Wild Kids
Tittarnas Wild Kids var en experimentell, interaktiv dokusåpa som tillsammans med Expedition Vildmark - Utmaningen ingick i Sveriges Televisions pilotprojekt med interaktiva barnprogram. Programmet gick ut på att låta barn från hela Sverige skicka in klipp där de utför uppgifter för att visa kunskaper inom byggkunskap, djurspårning, mod, naturkunskap, samarbete, styrka och överlevnad. Av de inskickade bidragen valdes varje avsnitt tre finalister ut som fick åka till Furuviksparken och genomföra en riktig Wild-Kids deltävling. Programmet sändes i en säsong år 2011. De två sista avsnitten av säsongen sändes aldrig då programledaren, Ola Lindholm, blev åtalad (och senare dömd) för narkotikabruk.

## Utgivning
Andra säsongen av programmet finns utgiven på DVD. Det finns sex volymer med två avsnitt på varje, samt en box med alla avsnitten samlade.

## Kritik
Vid inspelningen till ett program i den andra säsongen fick en deltagare se på när hennes pappa valde en bil framför att träffa henne. Pappan valde bilen varefter flickan brast ut i gråt. Men bilen skulle säljas och pengarna skulle gå till barnen. Och föräldrarna fick träffa barnen ändå. Inslaget kritiserades i media som menade att man behandlade barnen hårt. Ola Lindholm försvarade sig med att flickan snabbt slutade gråta och att programmen redigeras så att det ser ut som om barnen utsätts för mer press än de i verkligheten gör.
I det första avsnittet till den fjärde säsongen fick några barn sitta fastbundna med huvor över huvudet. Denna scen anmäldes till Granskningsnämnden för radio och TV, där några anmälare bland annat ansåg att det liknade tortyr. Inslaget fälldes av nämnden eftersom de ansåg att varningarna i programmet inte var tillräckliga för att upplysa tittarna om faran med lekarna.

## Utmärkelser
| År   | Pris                     | Kategori                         |
| ---- | ------------------------ | -------------------------------- |
| 2007 | Kristallen 2007          | Årets barnprogram                |
| 2010 | Kristallen 2010          | Årets barn- och ungdomsprogram   |
| 2015 | International Emmy Award | Kids: Non-Scripted Entertainment |

## Säsonger
| Säsong             | Avsnitt | Originalvisning | Programledare  | Plats                | Kanal     | Segrare    |
| ------------------ | ------- | --------------- | -------------- | -------------------- | --------- | ---------- |
| 1                  | 12      | 2005            | Ola Lindholm   | Kolmårdens djurpark  | SVT       | Lejonen    |
| 2                  | 12      | 2007            | Ola Lindholm   | Kolmårdens djurpark  | SVT       | Björnarna  |
| 3                  | 13      | 2009            | Ola Lindholm   | Kolmårdens djurpark  | SVT       | Björnarna  |
| 4                  | 10      | 2010            | Ola Lindholm   | Furuviksparken/Gävle | SVT       | Lejonen    |
| "Tittarnas säsong" | 8/10*   | 2011            | Ola Lindholm   | Furuviksparken/Gävle | SVT       | N/A        |
| 5                  | i.u     | 2012            | Rickard Olsson | Furuviksparken/Gävle | SVT       | Björnarna  |
| 6                  | i.u     | 2013            | Rickard Olsson | Orsa Björnpark       | SVT       | Vargarna** |
| 7                  | i.u     | 2014            | Rickard Olsson | Orsa Björnpark       | SVT       | Lejonen    |
| 8                  | i.u     | 2015            | Rickard Olsson | Kolmårdens djurpark  | SVT       | Lejonen    |
| 9                  | i.u     | 2016            | Rickard Olsson | Kolmårdens djurpark  | SVT       | Lejonen    |
| 10                 | 10      | 2017            | Rickard Olsson | Kolmårdens djurpark  | SVT       | Lejonen    |
| 11                 | 10      | 2018            | Rickard Olsson | Järvzoo/Järvsö       | SVT       | Björnarna  |
| 12                 | 10      | 2019            | Carolina Klüft | Järvzoo/Järvsö       | SVT       | Björnarna  |
| 13                 | 10      | 2020            | Linda Lindorff | Järvzoo/Järvsö       | TV4/Cmore | Lejonen    |
| 14                 | 10      | 2021            | Linda Lindorff | Järvzoo/Järvsö       | TV4/Cmore | Vargarna   |
| 15                 | 10      | 2022            | Linda Lindorff | Järvzoo/Järvsö       | TV4/Cmore | Björnarna  |
| 16                 | 10      | 2023            | Linda Lindorff | Järvzoo/Järvsö       | TV4/Cmore | Lejonen    |

* Tittarnas Wild Kids, endast 8 av 10 avsnitt sändes. 

** Denna säsong slogs Björnarna och Lejonen ihop till det nya laget Lejonbjörnarna en bit in i säsongen, och Vargarna tillkom som bestod av barn som tidigare åkt ut ur tävlingen.
Totalt har Lejonen vunnit åtta gånger, Björnarna sex gånger och Vargarna två gånger.